# بقر
البَقرة حيوان ثديي مجتر، وقد وُجدت أصلا في الطبيعة سائبة بشكل وحشي، واستئنس منذ زمن طويل، واستخدمت لأغراض شتى من جر العربة والمحراث وتدوير الطاحونة والرحى وإدارة الساقية وللاستفادة من لحمها وحليبها وجلدها.
البقرةُ اسم جنس البَقَرَةُ من الأَهلي والوحشي، يكون للمذكر والمؤنث ويقع على الذكر والأُنثى، وإِنما دخلته الهاء على أَنه واحد من جنس والجمع البَقَراتُ وصغيرهما يعرف بالعجل ويشبه حيوان الجاموس ولكنهُ يختلف في اللون والحجم، وقد اشتق الاسم من بقر إذا شق لأنها تشق الأرض بالحراثة، من الحيوانات.
عادة ما تربى الأبقار للإستفادة من لحومها (لحم البقر أو لحم العجل ، انظر ماشية اللحم)، وللحليب (انظر الأبقار الحلوب)، ولجلودها التي تستخدم في صناعة الجلود. تستخدم أيضا كحيوانات ركوب وحيوانات جر (كالثيران التي تسحب العربات والمحاريث والأدوات الأخرى). كما يستفاد أيضا من روثها كسماد أو الوقود. للابقار أهمية دينية كبيرة في بعض المناطق في العالم مثل أجزاء من الهند. والأبقار والتي معظمها من السلالات الصغيرة مثل Miniature Zebu ، تربى في المزارع باعتبارها حيوانات أليفة.
البقرة مقدسة عند الهندوس وللبقرة ذكر في الأديان الإبراهيمية فقصتها معروفة مع النبي موسى وبني إسرائيل وقد ورد ذكرها القرآن تفصيلًا في سورة البقرة وهي أطول سور القرآن الحاوية على الأحكام.
لأهمية الأبقار في توفير الحليب واللحوم والجلود فقد أخذت الدول عامة في تربيتها والاهتمام في تكاثرها بموجب نظم محسوبة ومحددة.
هناك مرض لحق بالبقر في السنوات الأخيرة عرف بمرض جنون البقر وإن انحسر الآن.
والبقر تتعدد ألوانه فمنهُ البني والأسود والأبيض والأصفر والمخلط من بين هذه الألوان، أما البقرة التي ذكرت في قصة نبي الله موسى فكان لونها أصفر فاقع.

## الانتشار
تربية البقر منتشرة في جميع دول العالم باستثناء هذه الدول والمناطق :
- أوقيانوسيا
- بابوا (إندونيسيا)
- القارة القطبية الجنوبية
- جرينلاند
- شمال كندا
- الكاريبي بدل من كوبا والدومينيكان وهايتي وبورتوريكو وجاميكا وتابغو
- جزر فوكلاند
- موريشيوس
- سفالبارد
- جزر مالديف
- جزر القمر

## سلالات الأبقار

### أبقار الحليب
- هولستين (أو فريزيان)
- بقرة جيرزي
- بقرة سويسرية بنية
- بقرة شامية
- بقرة عكشية وهي ثنائية الغرض (للحليب واللحم)

### أبقار اللحم
- بقر أنغوس
- شاروليه (بالفرنسية: Charolais)
- هيرفورد
- الأكيتين الشقراء (بالفرنسية: Blonde d'Aquitaine)
- البلجيكية الزرقاء

## في الثقافات

### البقرة في الأساطير المصرية
تعتبر الإلهة هاتور هي رمز الحنان والعطاء والرعاية، وكانت لها صورة البقرة التي تحمل القمر بين قرنيها، أم الفرعون وحامية حورس . ابنة كل من رع ونوت.

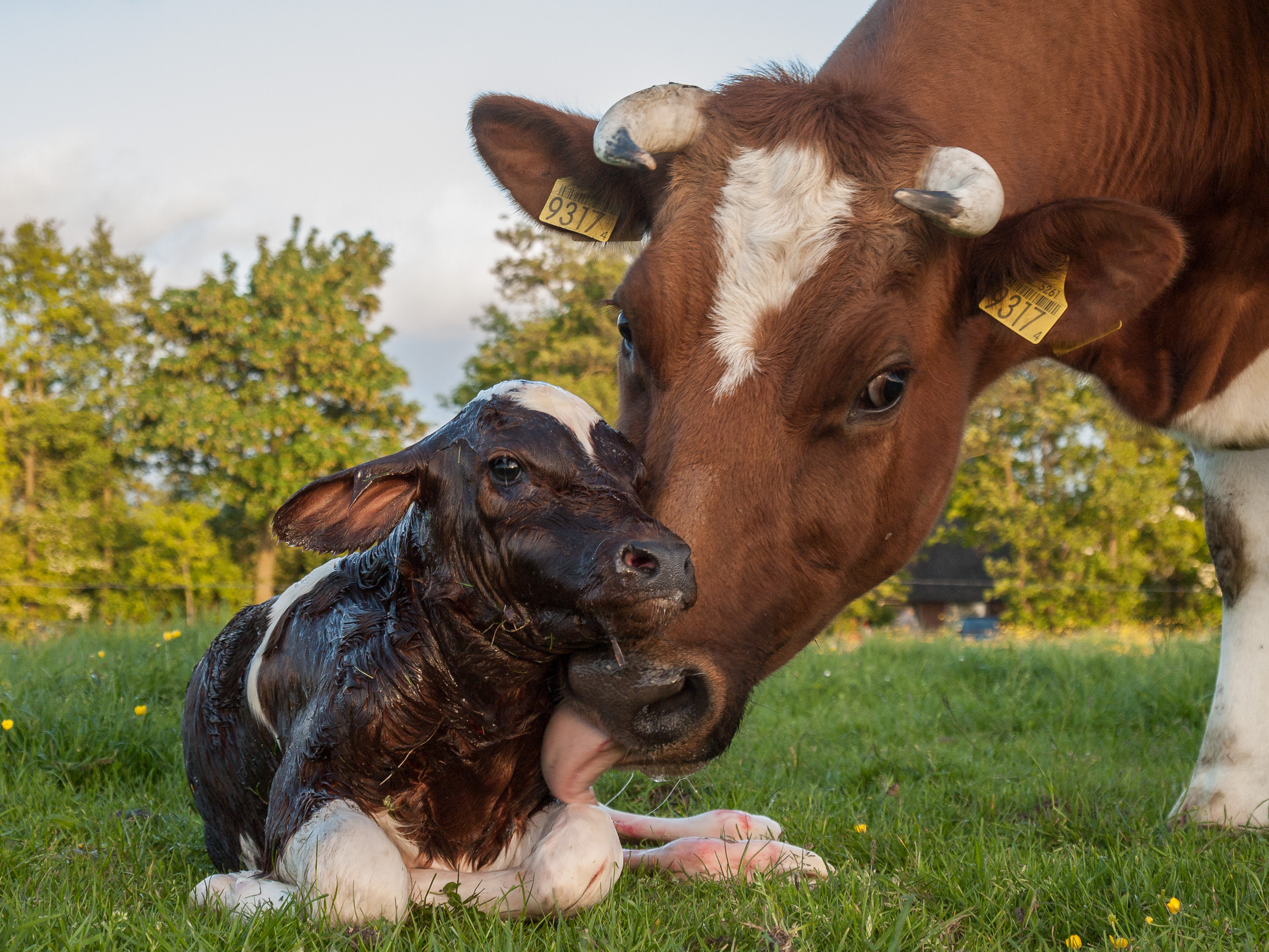
أم مع صغيرها حديث الولادة.

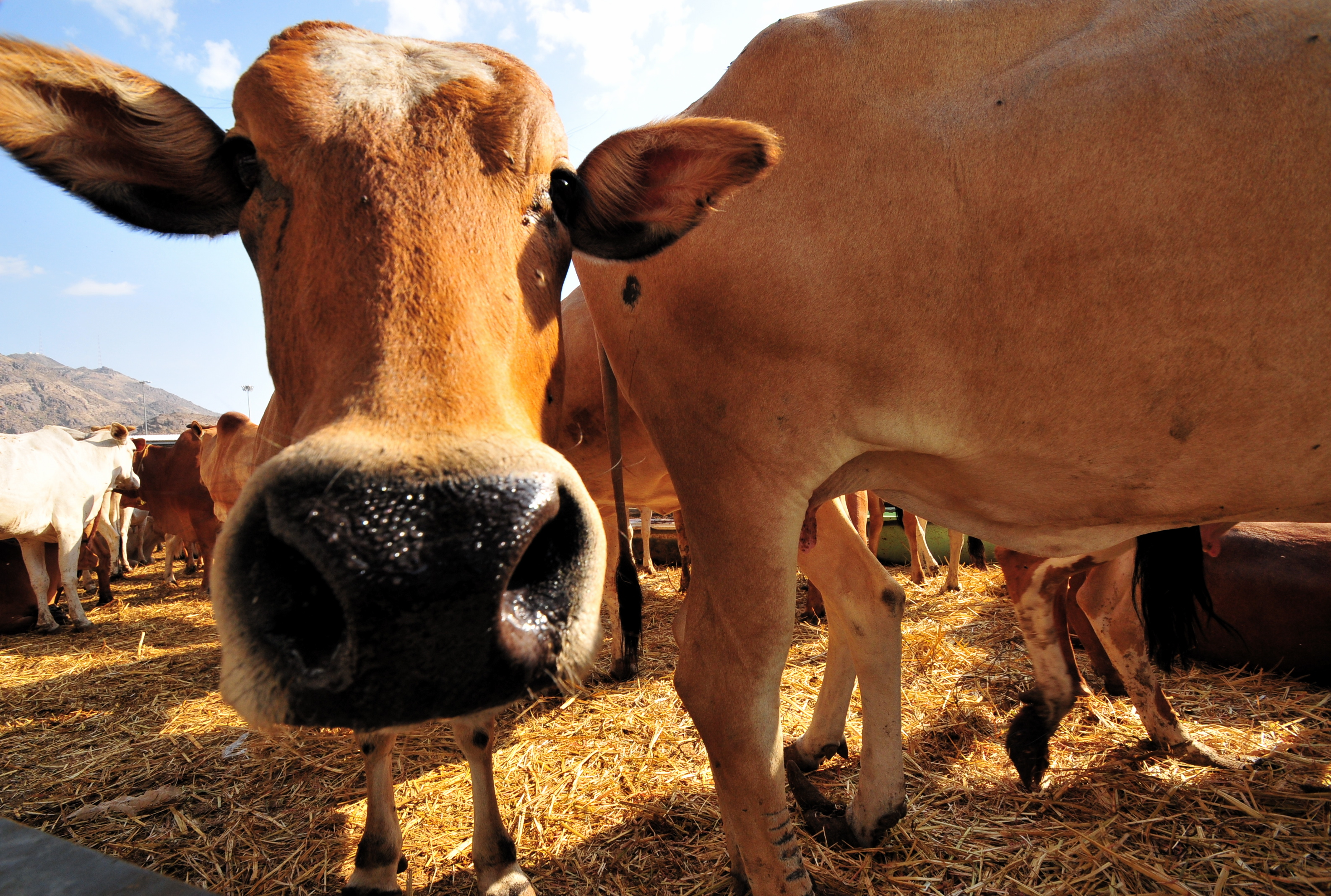
بقر يُعد ليُذبح أضحية عيد الأضحى أثناء الحج.

## البقرة في الأديان

### البقرة في القرآن
مكث النبي موسى في قومه يدعوهم إلى الله، ويبدو أن نفوسهم كانت ملتوية بشكل لا تخطئه عين الملاحظة، وتبدو لجاجتهم وعنادهم فيما يعرف بقصة البقرة، فإن الموضوع لم يكن يقتضي كل هذه المفاوضات بينهم وبين موسى، كما أنه لم يكن يستوجب كل هذا التعنت.
وأصل قصة البقرة أن قتيلًا ثريًا وجد يوما في بني إسرائيل، واختصم أهله ولم يعرفوا قاتله، وحين أعياهم الأمر لجؤوا لموسى ليلجأ لربه، ولجأ موسى لربه فأمره أن يأمر قومه أن يذبحوا بقرة، وكان المفروض هنا أن يذبح القوم أول بقرة تصادفهم، غير أنهم بدؤوا مفاوضتهم باللجاجة، واتهموا موسى بأنه يسخر منهم ويتخذهم هزوا، واستعاذ موسى بالله أن يكون من الجاهلين ويسخر منهم، وأفهمهم أن حل القضية يكمن في ذبح بقرة.
إن الأمر هنا أمر معجزة، لا علاقة لها بالمألوف في الحياة، أو المعتاد بين الناس، فليست هناك علاقة بين ذبح البقرة ومعرفة القاتل في الجريمة الغامضة التي وقعت، لكن متى كانت الأسباب المنطقية هي التي تحكم حياة بني إسرائيل؟ إن المعجزات الخارقة هي القانون السائد في حياتهم، وليس استمرارها في حادث البقرة أمرا يوحي بالعجب أو يثير الدهشة.
لكن بني إسرائيل هم بنو إسرائيل، ومجرد التعامل معهم عنت، وتستوي في ذلك الأمور الدنيوية المعتادة، وشؤون العقيدة المهمة، فلا بد أن يعاني من يتصدى لأمر من أمور بني إسرائيل، وهكذا يعاني موسى من إيذائهم له واتهامهم له بالسخرية منهم، ثم ينبئهم أنه جاد فيما يحدثهم به، ويعاود أمره أن يذبحوا بقرة، وتعود الطبيعة المراوغة لبني إسرائيل إلى الظهور، تعود اللجاجة والالتواء، فيتساءلون: أهي بقرة عادية كما عهدنا من هذا الجنس من الحيوان؟ أم أنها خلق تفرد بمزية، فليدع موسى ربه ليبين ما هي، ويدعو موسى ربه فيزداد التشديد عليهم، وتحدد البقرة أكثر من ذي قبل، بأنها بقرة وسط: ليست بقرة مسنة، وليست بقرة فتية، بل بقرة متوسطة.
إلى هنا كان ينبغي أن ينتهي الأمر، غير أن المفاوضات لم تزل مستمرة، ومراوغة بني إسرائيل لم تزل هي التي تحكم مائدة المفاوضات، ما هو لون البقرة؟ لماذا يدعو موسى ربه ليسأله عن لون هذا البقرة؟ لا يراعون مقتضيات الأدب والوقار اللازمين في حق الله وحق نبيه الكريم، وكيف أنهم ينبغي أن يخجلوا من تكليف موسى بهذا الاتصال المتكرر حول موضوع بسيط لا يستحق كل هذه اللجاجة والمراوغة، ويسأل موسى ربه ثم يحدثهم عن لون البقرة المطلوبة، فيقول أنها بقرة صفراء، فاقع لونها تسر الناظرين.
وهكذا حددت البقرة بأنها صفراء، ورغم وضوح الأمر، فقد عادوا إلى اللجاجة والمراوغة، فشدد الله عليهم كما شددوا على نبيه وآذوه، عادوا يسألون موسى أن يدعو الله ليبين ما هي، فإن البقر تشابه عليهم، وحدثهم موسى عن بقرة ليست معدة لحرث ولا لسقي، سلمت من العيوب، صفراء لا شية فيها (أي خالصة الصفرة)، انتهت بهم اللجاجة إلى التشديد، وبدؤوا بحثهم عن بقرة بهذه الصفات الخاصة، وأخيرًا وجدوها عند يتيم فاشتروها وذبحوها.
وأمسك موسى جزء من البقرة (وقيل لسانها) وضرب به القتيل فنهض من موته، وسأله موسى عن قاتله فحدثهم عنه (وقيل أشار إلى القاتل فقط من غير أن يتحدث) ثم مات مرة أخرى، وشاهد بنو إسرائيل معجزة إحياء الموتى أمام أعينهم، استمعوا بآذانهم إلى اسم القاتل، وانكشف غموض القضية التي حيرتهم زمنًا طال بسبب لجاجتهم وتعنتهم.
نود أن نستلفت انتباه القارئ إلى سوء أدب القوم مع نبيهم وربهم، ولعل السياق القرآني يورد ذلك عن طريق تكرارهم لكلمة «ربك» التي يخاطبون بها موسى، وكان الأولى بهم أن يقولوا لموسى، تأدبًا، لو كان لا بد أن يقولوا: ﴿ادْعُ لَنَا رَبَّكَ﴾ [البقرة:68] ادع لنا ربنا، أما أن يقولوا له: ﴿ادْعُ لَنَا رَبَّكَ﴾ [البقرة:68] فكأنهم يقصرون ربوبية الله على موسى، ويخرجون أنفسهم من شرف العبودية لله.
انظر إلى الآيات كيف توحي بهذا كله، ثم تأمل سخرية السياق منهم لمجرد إيراده لقولهم: ﴿الْآنَ جِئْتَ بِالْحَقِّ﴾ [البقرة:71] بعد أن أرهقوا نبيهم ذهابًا وجيئة بينهم وبين الله عز وجل، وبعد أن أرهقوا نبيهم بسؤاله عن صفة البقرة ولونها وسنها وعلاماتها المميزة، وبعد تعنتهم وتشديد الله عليهم، يقولون لنبيهم حين جاءهم بما يندر وجوده ويندر العثور عليه في البقر عادة.
ساعتها قالوا له: ﴿الْآنَ جِئْتَ بِالْحَقِّ﴾ [البقرة:71]، كأنه كان يلعب قبلها معهم، ولم يكن ما جاء هو الحق من أول كلمة لآخر كلمة، ثم انظر إلى ظلال السياق وما تشي به من ظلمهم: ﴿فَذَبَحُوهَا وَمَا كَادُوا يَفْعَلُونَ﴾ [البقرة:71] ألا توحي لك ظلال الآيات بتعنتهم وتسويفهم ومماراتهم ولجاجتهم في الحق؟ هذه اللوحة الرائعة تشي بموقف بني إسرائيل على موائد المفاوضات، هذه هي صورتهم على مائدة المفاوضات مع نبيهم الكريم موسى.

## البقرة في سويسرا
ليست البقرة في سويسرا كأي بقرة أخرى في العالم، لأن البقرة السويسرية تتمتع بحقوق كثيرة منها وجوب أن يكون لها شهادة ميلاد كأي مواطن عادي في سويسرا، كما تستفيد من الإجراءات الأمنية التي تلاحق أي متسبب في ضررها.

## صور أبقار

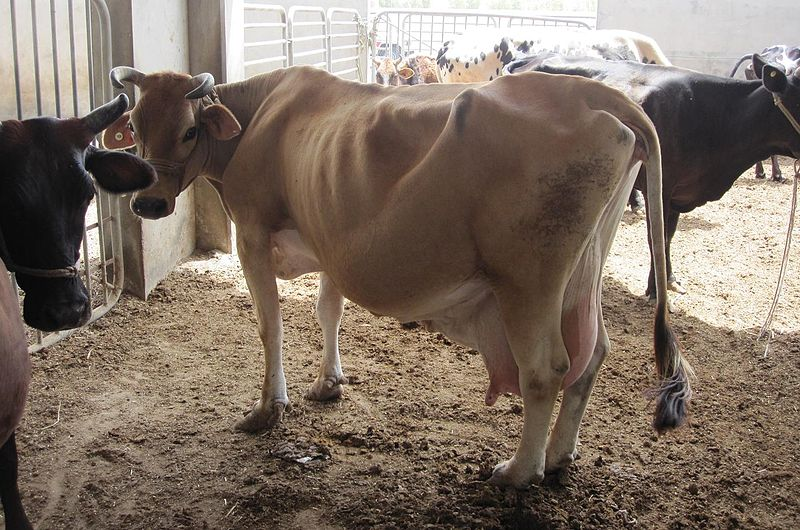
هجين الجرسي ومحلي إماراتي
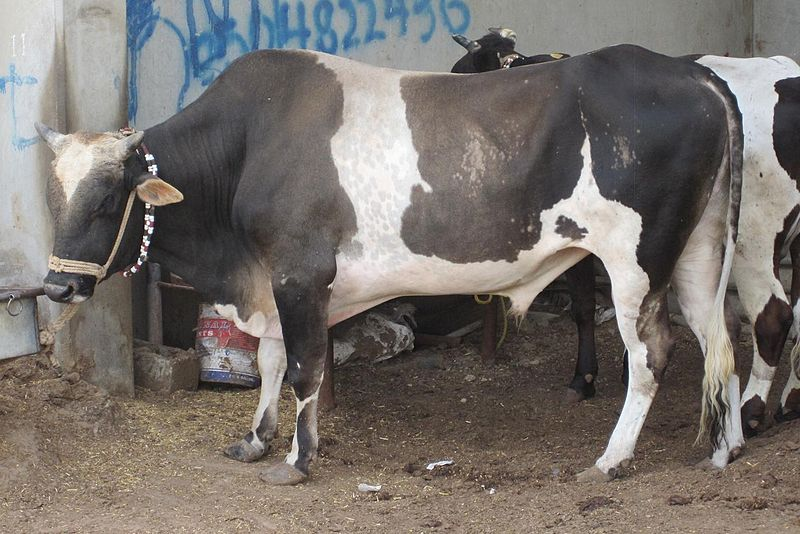
ثور هجين فريزيان ومحلي إماراتي
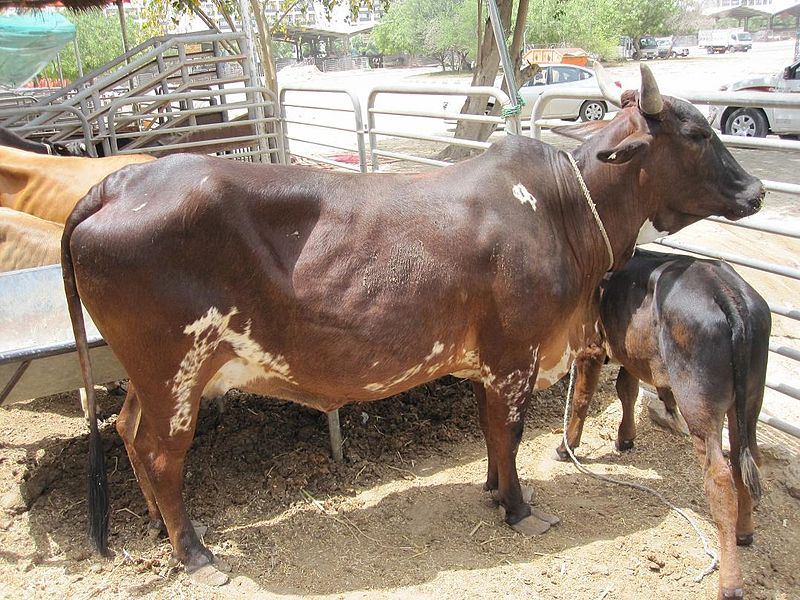
براهمان
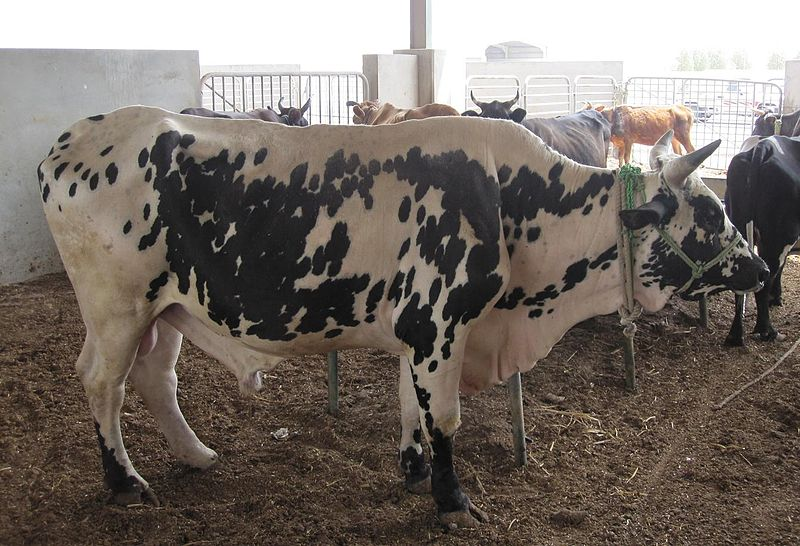
ثور هجين براهمان وفريزيان
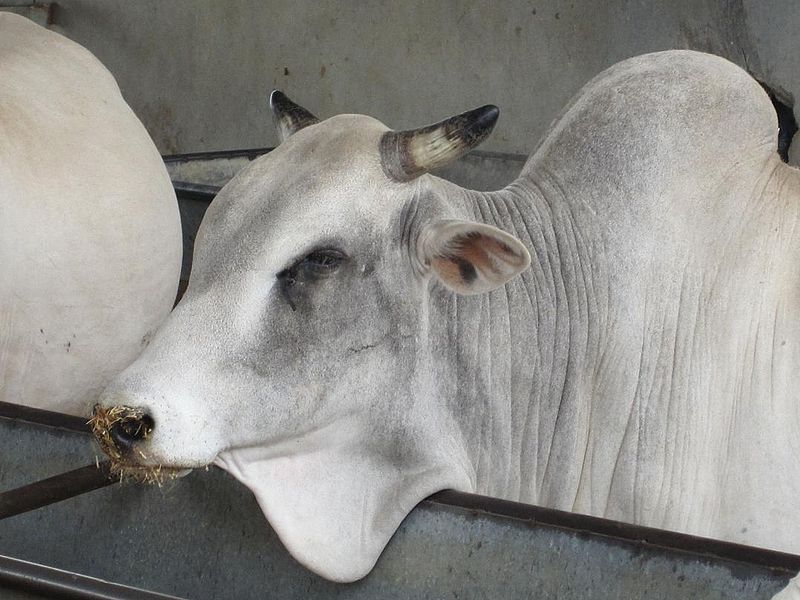
ثور صومالي